# FC Plakwerken Dimi
FC Plakwerken Dimi is een Belgische voetbalclub uit Kortrijk. Het is een amateursploeg. De club is aangesloten bij de West-Vlaamse Bedrijfsvoetbalbond, die zelf aangesloten is bij de KBVB. De ploeg heeft als stamnummer 5270 en heeft bordeaux-wit als kleuren. De club is ontstaan in 1999.